# Osteobrama cotio
Osteobrama cotio е вид лъчеперка от семейство Шаранови (Cyprinidae). Видът не е застрашен от изчезване.

## Разпространение и местообитание
Разпространен е в Бангладеш и Индия (Асам, Бихар, Западна Бенгалия, Мадхя Прадеш, Манипур, Пенджаб и Утаракханд).
Обитава сладководни басейни и реки.

## Описание
На дължина достигат до 15 cm.